# Лувеньга (село)
Лувеньга — село в Кандалакшском районе Мурманской области. Находится в 15 км от Кандалакши по автодороге Кандалакша – Умба. Входит в городское поселение Кандалакша. Расположено на реке Лувеньга.

## История
Как тоня – сезонное поселение поморов для рыбного промысла – Лувеньга известна с XVI века. Здесь же длительное время действовала соляная варница Кандалакшского монастыря. Выварка соли приносила хороший доход. Она велась в зимнее непромысловое время. За сезон на варнице выпаривалось до 2 – 3 тысяч пудов соли. А за один пуд соли в XVI – XVII веках давали три пуда муки. Царь Фёдор Иванович жалованной грамотой 24 января 1592 года освободил Кандалакшский монастырь от взимания государственных пошлин .
По реке Лувеньге к варницам сплавляли дровяной лес. Усолье не испытывало недостатка в топливе, устойчиво работало более 130 лет. По описи 1712 года при Лувеньгской варнице стояли две избы. Но вследствие конкуренции на рынке дешёвой соли-пермянки производство соли-морянки становилось всё менее выгодным делом. В 1724 году Лувеньгское усолье уже пустовало.
С приходом Советской власти жизнь в Лувеньге получила новое продолжение. Во время иностранной военной интервенции в Лувеньге базировались партизаны. Чтобы покончить с ними, командование послало на их уничтожение английский карательный отряд. 23 сентября 1919 года на берегу залива около с. Лувеньги интервенты попали в засаду. В ходе скоротечного боя отряд потерял 12 солдат из 60-ти и 3-х проводников из местных жителей. На этом месте установлен памятный знак.
В 1934 году сюда из Кандалакши на постоянное место жительства переехали члены артели «Моряк» . Были построены два барака, в которые вселились 15 семей.
1 сентября 1967 года на базе колхозов – «Нива», «Моряк», «Красный Север» и «Безбожник» в Лувеньге был образован совхоз «Кандалакшский». За 10-ю пятилетку (1975-1980 г.г.) совхоз произвёл 8909 тонн молока и 961 тонну мяса. Хозяйство считалось образцово-показательным.
Сегодня сельскохозяйственных и иных предприятий в селе нет.

## Население
| 2002 | 2010 |
| ---- | ---- |
| 686  | ↘575 |

Численность населения, проживающего на территории населённого пункта, по данным Всероссийской переписи населения 2010 года составляет 575 человек, из них 263 мужчины (45,7 %) и 312 женщин (54,3 %). В 2002 году в селе проживало 686 человек.

## Достопримечательности
- Окатьева гора и ущелье железные ворота - памятник древности. Наиболее примечательная крутая и скалистая гора, входящая в состав Домашних гор.
- Арт-объекты в селе Лувеньга: "Поморка", "Страна незаходящего солнца", "Тресочка"[6].
- Смотровая площадка на Лувеньгские тундры[7].
- Памятный знак на месте разгрома партизанами карательного отряда интервентов в 1919 году[6].

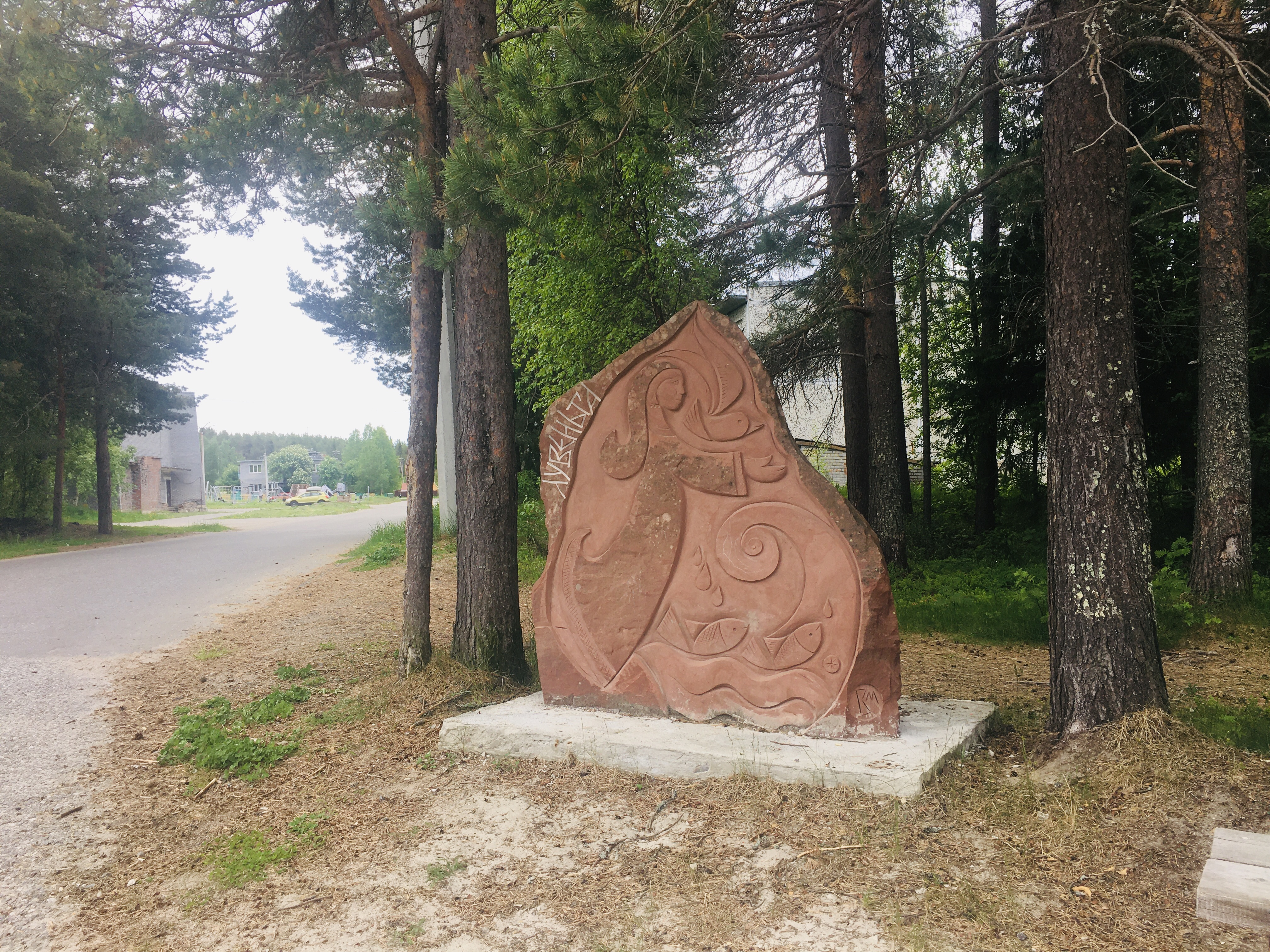
Арт-объект "Поморка" на въезде в село
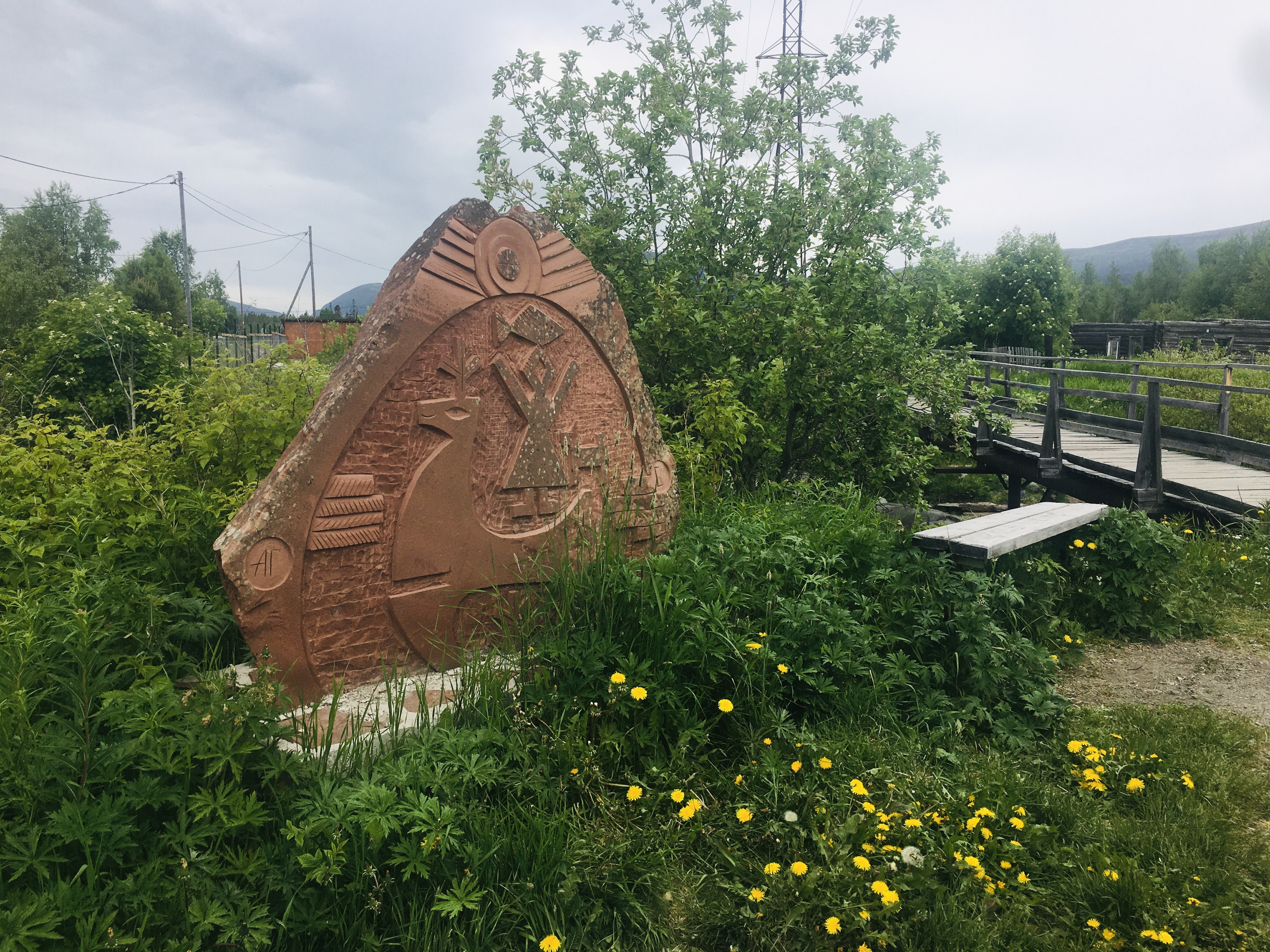
Арт-объект "Страна незаходящего солнца" возле моста через реку Лувеньгу
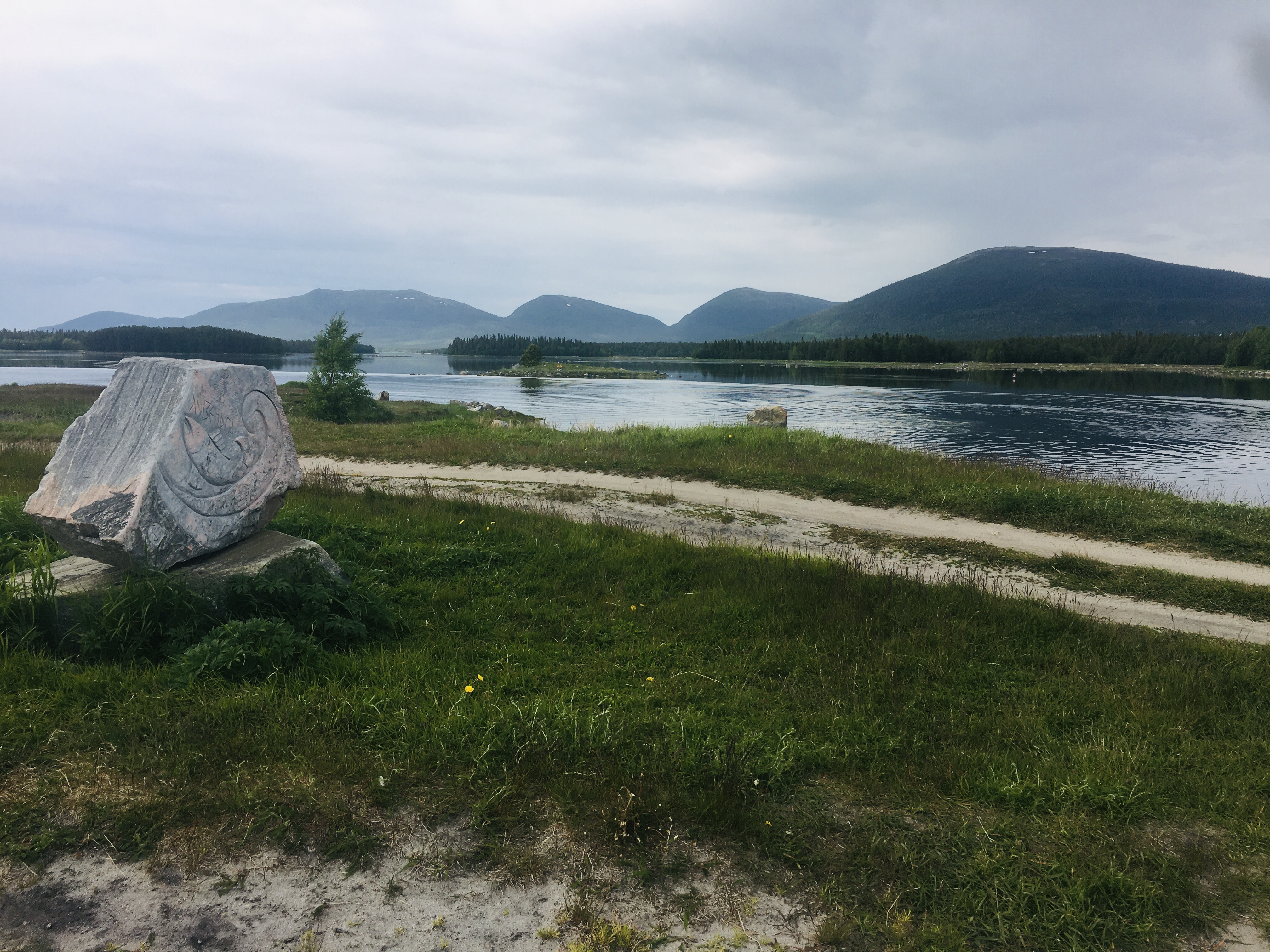
Арт-объект "Тресочка" на смотровой площадке
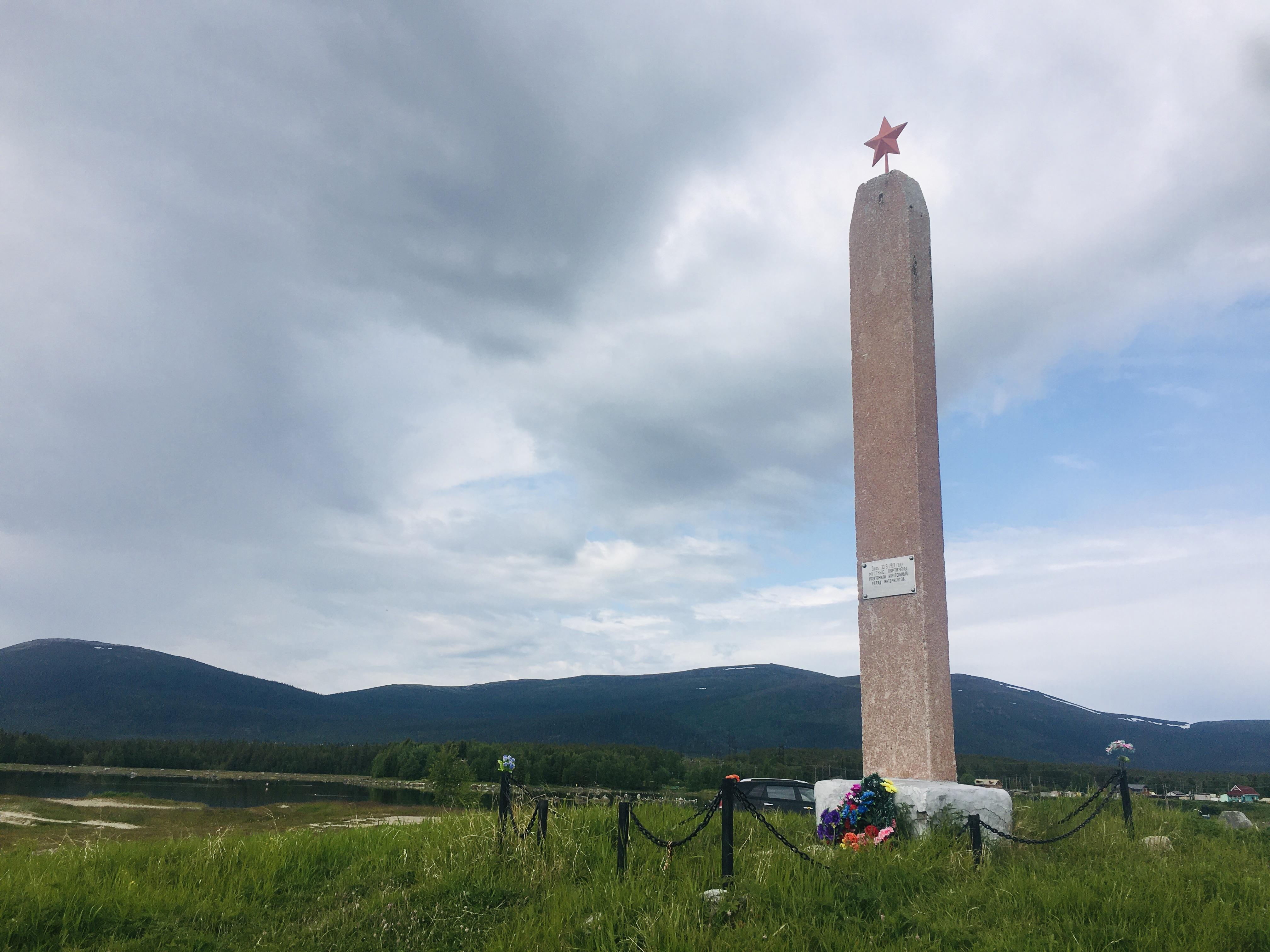
Памятный знак
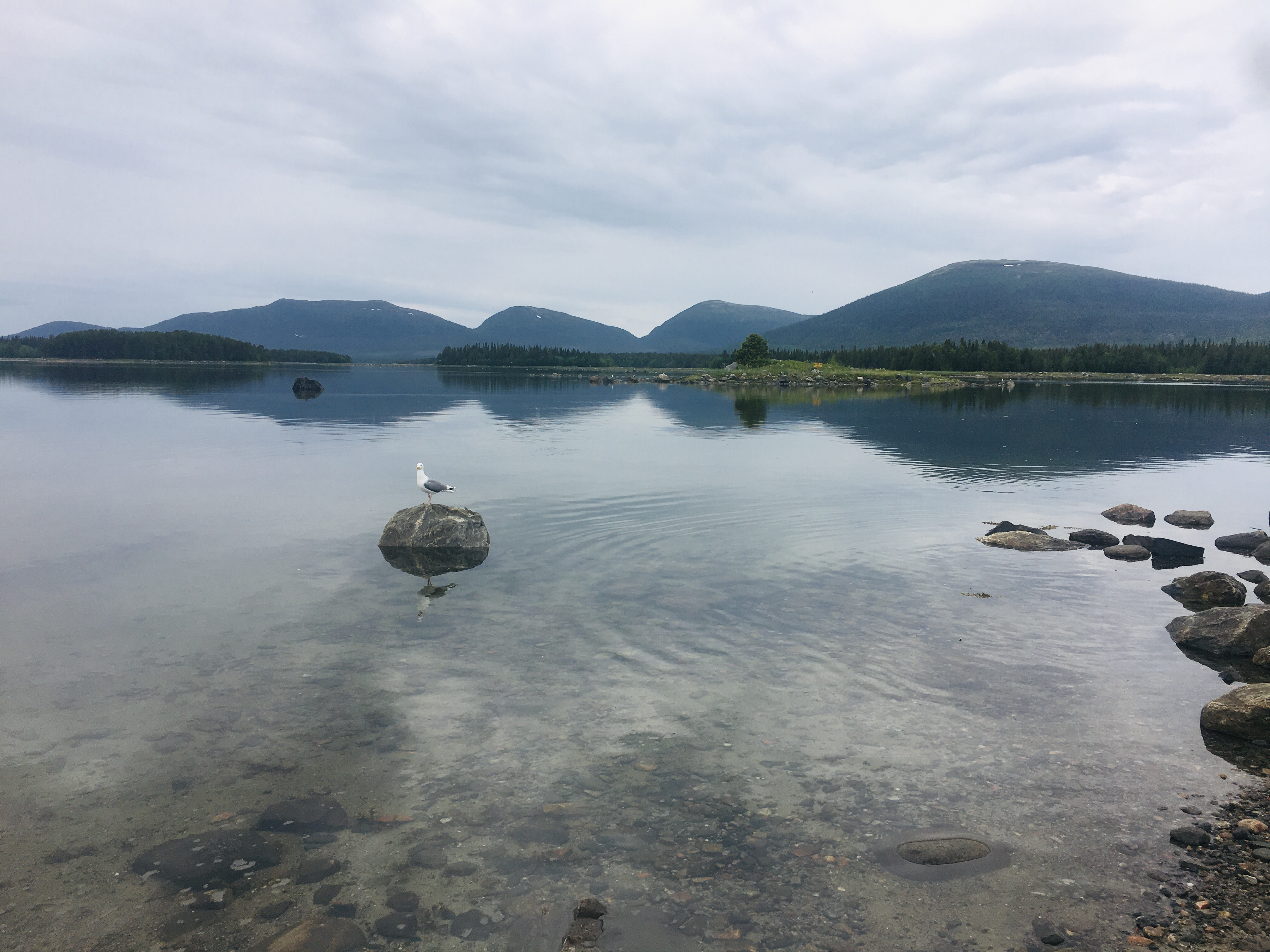
Смотровая площадка в Лувеньге